# 서티모르

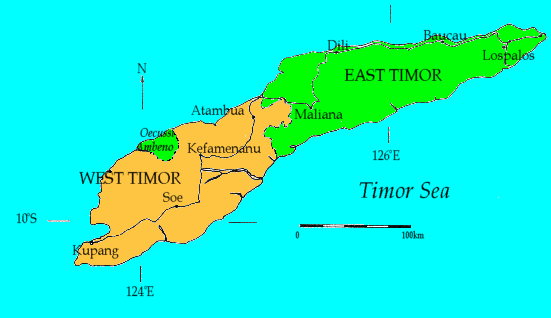
티모르섬의 지도

서티모르(영어: West Timor)는 티모르섬 서부를 말한다. 지정학적으로 티모르섬에서의 독립국 동티모르 영토를 제외한 인도네시아의 영토를 말한다. 행정 구역상으로는 인도네시아의 동누사틍가라주(누사틍가라티무르주)에 속한다.

## 지리
서티모르는 남반구에 위치하고 있으며, 북쪽과 서쪽으로는 인도네시아, 동쪽으로는 동티모르, 남쪽으로는 오스트레일리아와 접하고 있다.

## 역사
16세기부터 인도네시아와 같이 네덜란드의 지배를 받아오다가 1949년에 인도네시아와 독립을 하였는데, 이때 인도네시아에 자동으로 편입되었다.

## 주민
서티모르에는 약 195만 명(2005년 기준)이 살고 있으며, 그 대부분은 오스트로네시아계, 파푸아계, 폴리네시아계이다. 화교(중국계)도 살고 있다.

## 종교
서티모르의 주요 종교는 가톨릭(56%), 개신교(35%), 그리고 이슬람교(8%), 힌두교와 불교(0.4%)이다.